# Полет 708 на „Уест Карибиън Еъруейс“
Полет 708 на „Уест Карибиън Еъруейс“ е чартърен полет от международното летище Токумен, Панама, Панама, до международното летище „Еме Сезер Мартиника“, Форт дьо Франс, Мартиника, Франция, управляван от „Уест Карибиън Еъруейс“, но нает от туристическа агенция. На 16 август 2005 г. самолетът „Макдонъл Дъглас MD-82“, който изпълнява полета, постепенно намалява своята скорост на височина от 10 000 м, докато навлиза в аеродинамичен срив и се разбива в северозападна Венецуела. Всички 152 пътници и 8 членове на екипажа на борда загиват при катастрофата.
Комитетът за разследване на въздушни произшествия на Венецуела ръководи разследването. На Френското бюро за разследване и анализ на безопасността на гражданската авиация е възложена основната отговорност за анализ на записващото устройство за полетните данни и гласа в пилотската кабина, като Националният съвет за безопасност на транспорта на Съединените американски щати също участва във възстановяването на данни. Според окончателния доклад екипажът вероятно с погрешното убеждение, че пламъкът в горивната камера на двигателите изгасва, не предприема необходимите действия, за да избегне срива. Объркването и липсата на действие довеждат до катастрофата.
Броят на хората, които загиват, прави инцидента най-смъртоносния за 2005 г., най-смъртоносното авиационно бедствие във Венецуела и второто най-смъртоносно със серията MD-80 на „Макдонъл Дъглас“. В резултат на катастрофата колумбийското правителство спира полетите на „Уест Карибиън Еъруейс“ само един ден след инцидента и впоследствие авиокомпанията фалира през октомври 2005 г. Събитията на полет 708 са представени в „Самолетът, който летеше твърде високо“ (сезон 10, епизод 2) на канадския телевизионен сериал „Разследване на самолетни катастрофи“.